# NVI F.K.29
Il NVI F.K.29 fu un aereo da trasporto, biplano e monomotore, da sviluppato dall'azienda aeronautica olandese Nationale Vliegtuig Industrie negli anni venti del XX secolo, e rimasto allo stadio di prototipo.

## Storia del progetto
Dopo aver lasciato la BAT l'ingegnere Frederick Koolhoven ritornò nei Paesi Bassi per andare a lavorare presso l'appena costituita Nationale Vliegtuig Industrie di Den Haag. Il suo primo progetto fu un aereo biposto da trasporto passeggeri da utilizzare come aerotaxi tra i piccoli campi d'aviazione locali e i grandi aeroporti di partenza. Il prototipo volò per la prima volta nel 1923, dotato di un muso apribile lateralmente al fine di favorire l'accesso dei passeggeri alla cabina. Il velivolo non suscitò grande interesse e rimase l'unico esemplare costruito.

## Descrizione tecnica
Aereo da trasporto, biplano, monomotore, triposto, di costruzione lignea. La configurazione alare biplana senza angolo di calettamento prevedeva due ali di uguale apertura, collegate tra loro con quattro coppie di montanti, rinforzati da cavi d'acciaio. I bordi d'attacco alare erano dritti, e le ali avevano corda costante verso gli alettoni, che erano posizionati su entrambe le ali e collegati tra loro da un montante carenato.
L'ala superiore era montata alta a parasole, mentre l'inferiore si trovava bassa sulla fusoliera. Le ali erano leggermente rastremate, e avevano le estremità arrotondate. La fusoliera, posizionata a livello dell'ala inferiore, era costruita in legno. L'impennaggio di coda era del tipo classico monoderiva, dotato di piani orizzontali controventati, posizionati al di sopra della parte terminale della fusoliera, che aveva forma rettangolare. Il timone aveva forma triangolare ed era posizionato al di fuori dei piani orizzontali, così da migliorarne il movimento.
Il carrello d'atterraggio era un triciclo classico a V, fisso, dotato di ammortizzatori oleopneumatici che collegavano le gambe principali alle ali, e integrato posteriormente da un pattino d'atterraggio.
L'aereo era triposto dotato di una cabina di pilotaggio aperta. Il posto del pilota si trovava subito dietro la cabina passeggeri che disponeva di posti affiancati. Per accedere a essa l'intero muso dell'aereo, motore compreso, era incernierato e poteva essere aperto per rotazione verso destra, consentendo ai passeggeri di salire direttamente sui loro posti.
La propulsione era affidata a un motore radiale Bristol Lucifer a 3 cilindri raffreddati ad aria, erogante la potenza di 100 hp (75 kW) e azionante un'elica bipala.